# 기홍수
기홍수(奇洪壽, 1148년~1209년)는 고려 중기와 후기의 무신이다. 자는 태고(太古), 본관은 행주이다.

## 생애
어려서부터 글씨 쓰기와 글짓기를 잘했으나, 장성하자 무반(武班)이 되었다.
1194년(명종 24) 추밀원부사(樞密院副使), 1197년(신종 즉위년) 9월 참지정사(叅知政事)·판병부사(判兵部事), 11월 수사도(守司徒)·중서시랑평장사(中書侍郞平章事)·감수국사(監修國史)·판병부사·태자태부(太子太傅)를 거쳤다.
1199년(신종 2) 5월 왕명으로 대관전(大觀殿)의 『서경 書經』 「무일편 無逸篇」을 고쳐 썼으며, 12월 수태위(守太尉)·문하시랑평장사(門下侍郎平章事)로 승진했다.
이듬해 수태사(守太師)·주국(柱國)이 더해졌으며, 또 그 이듬해 문하시랑동평장사(門下侍郎同平章事)로 승진했다.
1204년(신종 7) 최충헌(崔忠獻)의 집에서 최충헌·최선(崔詵)과 함께 신종(神宗)의 양위를 은밀히 의논했으며, 이듬해 판이부사(判吏部事)가 더해지자 그 자리를 최충헌에게 양보하고, 나이를 이유로 은퇴를 청했다.
이후 여생을 거문고와 글씨 쓰기로 즐겼으며, 1209년(희종 5) 62세로 졸하자 임금이 사흘 동안 조회를 정지하고, 경의(景懿)라는 시호를 내렸다.

## 기홍수가 등장한 작품
- 《무인시대》 KBS, 2003년~2004년, 배우 : 김경하